# Extensores

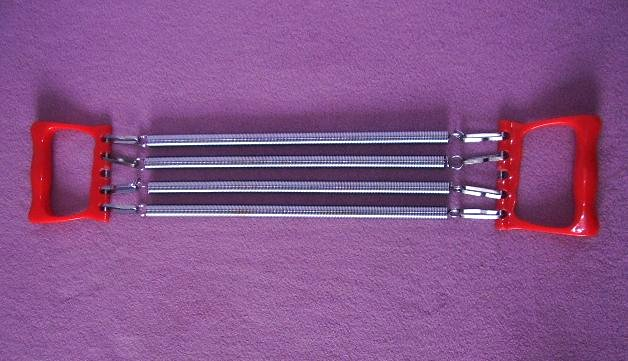
Extensores (deportes).

Extensores (expander en inglés) es la denominación de un aparato de ejercicio físico, empleado por ejemplo en fitness, que consiste de dos asas unidas por bandas, resortes de tracción o ligas de tensión. En algunos tipos es posible variar la cantidad de bandas, resortes o ligas, en otros también la longitud. Los extensores son un aparato sencillo y flexible.
El empleo de los extensores consiste en estirar los resortes, bandas o ligas elásticos. El ejercicio con extensores activa los músculos de los brazos y de los hombros.
Es posible emplearlo por detrás del cuerpo, con lo que se activan los músculos del pecho (pectorales), mientras que cuando se emplea por delante del cuerpo se ejercitan los músculos de la espalda (dorsales). Hay muchas otras posibilidades de empleo de extensores. Por ejemplo: si se pisa una de las asas y con la mano del lado correspondiente se flexiona se pueden ejercitar los bíceps. También se utilizan fijándolos a la pared.
Contra el uso de extensores se ha indicado que, al estar sin fijar, no es posible controlar completamente los movimientos de los ejercicios; además que con el tiempo las bandas o resortes de tracción ceden a la tensión y pierden elasticidad.
Un aparato similar que se emplea con compresión se le conoce en Alemania como Impander de Bali, Impander (antónimo de expander), al contrario de los extensores que emplean tensión. El Impander de Bali se emplea para fortalecer los músculos confluyentes a la columna vertebral, ya que fomenta el flujo sanguíneo en el cuello y la nuca.